# Istenszülő elszenderedése fatemplom (Lacfalu)
A lacfalui fatemplom műemlékké nyilvánított épület Romániában, Máramaros megyében. A romániai műemlékek jegyzékében az MM-II-m-A-04757 sorszámon szerepel.